# Засну, когда умру
«Засну, когда умру» (англ. I'll Sleep When I'm Dead) — британский детективный фильм режиссёра Майка Ходжеса по сценарию Тревора Престона. У фильма много общего с картиной «Убрать Картера» — режиссёрским дебютом Ходжеса. Оба фильма повествуют о людях, которые возвращаются в свои родные города для расследования обстоятельств смерти брата, который умер при загадочных обстоятельствах.

## Сюжет
Клайв Оуэн играет роль Уилла Грэма, бывшего криминального авторитета Лондона, который оставил свою прежнюю жизнь и стал жить отшельником в лесу. Преследуемый кровью убитых им, Уилл хотел никогда не возвращаться к людям. Но когда его брат (Джонатан Рис-Майерс) совершает самоубийство после того, как его изнасиловал автодилер (Малкольм Макдауэлл), Уилл возвращается в Лондон для установления причин смерти брата и свершения правосудия над виновными в этом. Там он также сталкивается со старыми врагами и своей бывшей любовью, Хелен (роль Шарлотты Рэмплинг).

## В ролях
| Актёр               | Роль        |
| ------------------- | ----------- |
| Клайв Оуэн          | Уилл        |
| Шарлотта Рэмплинг   | Хелен       |
| Джонатан Рис-Майерс | Дэви        |
| Малкольм Макдауэлл  | Бод         |
| Джэми Формен        | Майксер     |
| Кен Стотт           | Тёрнер      |
| Сильвия Симс        | мисис Бартс |
| Александр Мортон    | Виктор      |

## Релиз
- Прокат фильма в Великобритании начался 30 апреля 2004 года.

## Критика
Фильм снискал очень разные отзывы. На RottenTomatoes.com он получил рейтинг 44 %, что в рамках этого проекта означает «гнилой». Одной из общих жалоб критиков стало то, что действие картины слишком медленное. Однако, несмотря на критику фильма Ходжеса, картине удалось найти множество защитников. Кинокритик Роджер Эберт, давший фильму три с половиной из четырх звёзд, заявил, что «… есть ощутимое удовольствие в следовании за загадочными характерами персонажей через тени их жизней. …». Писавший для «New York Observer» Эндрю Саррис писал: «Работа фильма? Всё, что я знаю, это останется в моей памяти как запах осени, но это не может быть каждой чашкой чая».

## Интересные факты
- Таглайн: «Три долгих года Уилл Грэхем вёл тихую, спокойную жизнь. Теперь всё изменится» (For three long years, Will Graham led a quiet life. Things are about to change.)